# BM-24
BM-24 là tên một hệ thống phóng tên lửa được thiết kế bởi quân đội Liên Xô.Nó có thể mang được tên lửa loại đường kính 240 mm trong hơn 12 ống phóng.

## Lịch sử thiết kế
BM-24 là phiên bản được nâng cấp từ hệ thống phóng tên lửa BM-31-12.Từ giữa năm 1950, quân đội Liên Xô đã giới thiệu mẫu này đến hơn 24 nước trên toàn thế giới.Vào năm 1960, BM-24 được chính thức xuất khẩu sang các nước khác.Quân đội Liên Xô đã thay thế hệ thống này bằng hệ thống BM-22 vào những năm 1970.

## Biến thể
- BM-24(mẫu gốc):hệ thống tên lửa với 12 nòng phóng, lắp ráp trên xe tải ZIL-151.
- BM-24M:hệ thống tên lửa với 12 nòng phóng, lắp ráp trên xe tải ZIL-157.
- BM-24T:được giới thiệu chính thức vào năm 1960.Hệ thống phóng tên lửa với 12 nòng phóng, lắp ráp trên xe xích AT-S.

## Những nước sử dụng
- Algérie
- Ai Cập
- Đông Đức

- Israel
- CHDCND Triều Tiên
- Ba Lan
- Syria
- Liên Xô